# 复叶唇柱苣苔
复叶唇柱苣苔（学名：Chirita pinnata），为苦苣苔科唇柱苣苔属下的一个植物种。